# Desmiphora astrigae
Desmiphora astrigae là một loài bọ cánh cứng trong họ Cerambycidae.